# Colombier (Dordogne)
Colombier település Franciaországban, Dordogne megyében. Lakosainak száma 279 fő (2022. január 1.). Colombier Bergerac, Saint-Nexans, Conne-de-Labarde, Bouniagues, Ribagnac és Monbazillac községekkel határos.

## Népesség
A település népességének változása:
| Lakosok száma | 233  | 195  | 228  | 235  | 238  | 244  | 257  | 266  | 268  | 279  |
|               | 1968 | 1982 | 1990 | 2006 | 2013 | 2015 | 2017 | 2019 | 2020 | 2022 |